# Sant Carles Internacional

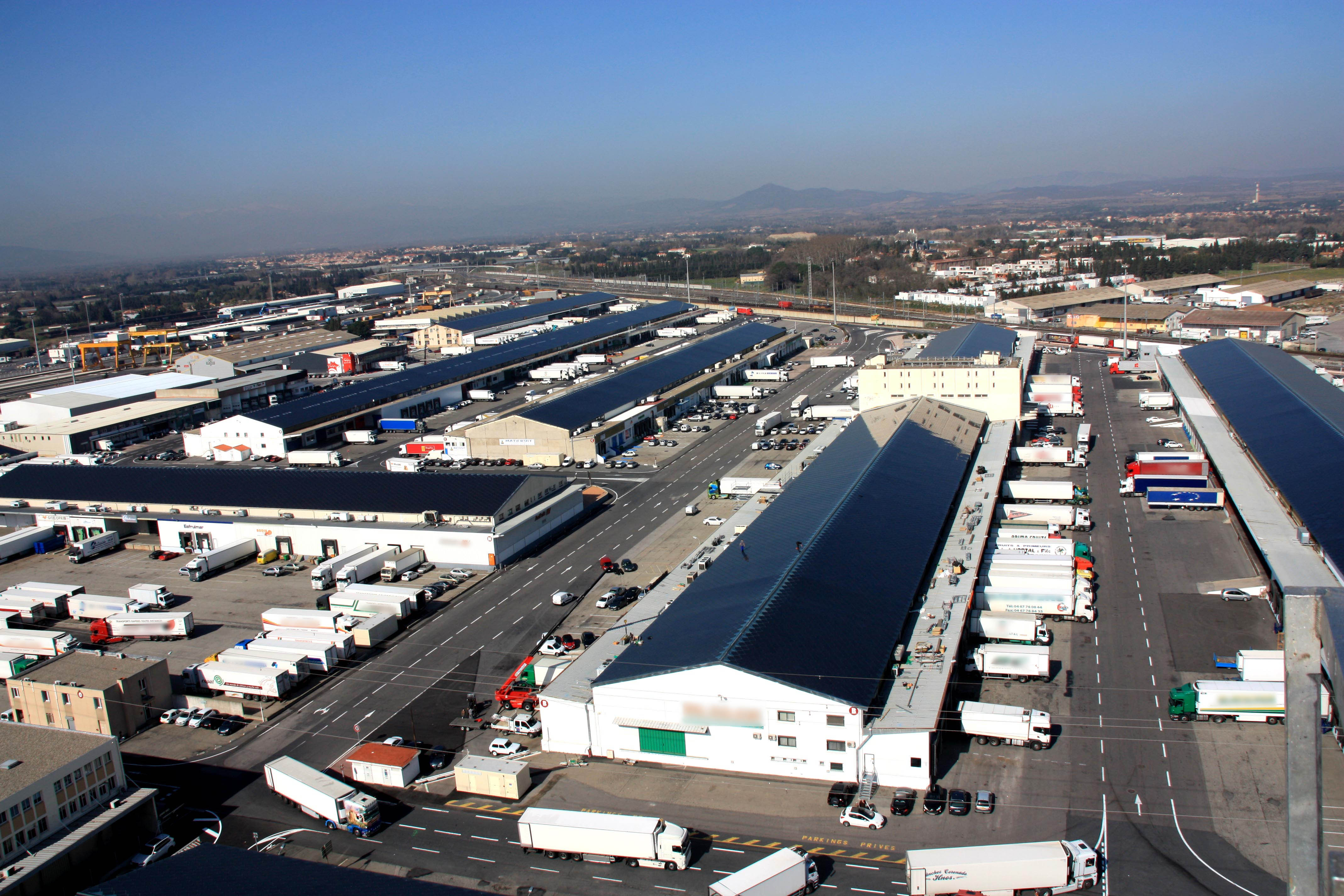
Vista aèria de Sant-Charles Internacional

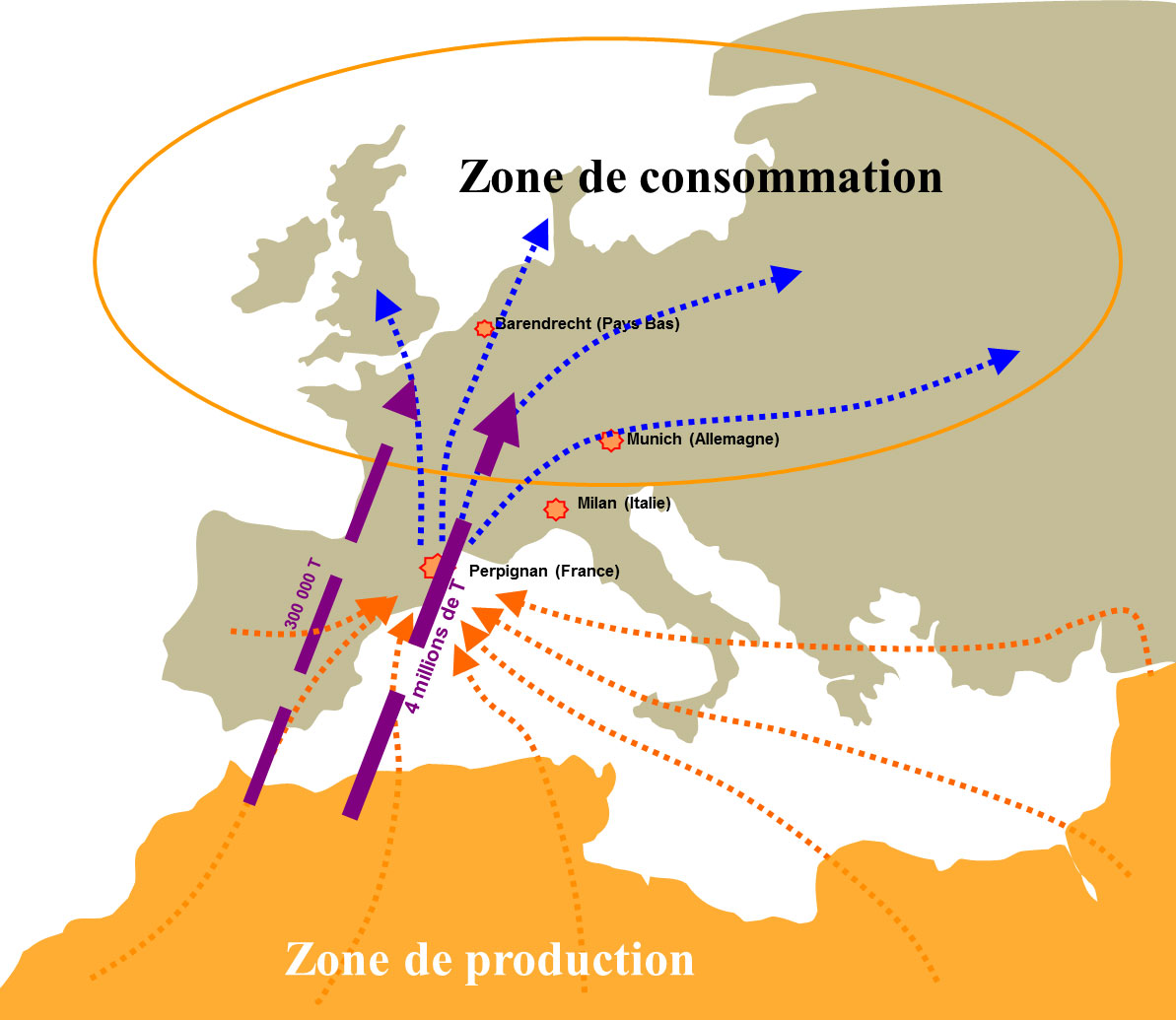
Mapa de moviments del productes des de Saint-Charles International

Sant Carles Internacional (en francès, Saint-Charles International) és una plataforma europea multimodal de transport situada majoritàriament en el terme comunal de Perpinyà, tot i que el seu extrem nord-oest, sobretot el conjunt de vies de ferrocarril que el serveixen, entra en el de Toluges, tots dos de la comarca del Rosselló, a la Catalunya Nord.
Està situat a ponent de la ciutat de Perpinyà, just al nord d'Orla, a migdia del Mas Ducup i, a més distància, a ponent de Malloles. Té una extensió de 430 hectàrees.
És el principal centre de distribució de fruites i verdures del sud d'Europa. Està preparat per treballar amb transports de carretera i ferroviari, disposa de 150.000 metres quadrats de magatzems refrigerats, amb una secció destacada de productes ecològics. És a 10 quilòmetres de l'Aeroport de Perpinyà-Ribesaltes, a 30 quilòmetres de la frontera amb Catalunya i a 30 quilòmetres de port de Portvendres. És considerat el mercat majorista més important de venda de fruita i horta espanyoles a França.